# 卡莫里諾
卡莫里諾是瑞士的城鎮，位於該國南部，由提契諾州負責管轄，面積8.28平方公里，海拔高度223米，2011年人口2,697，八成人口信奉羅馬天主教，人口密度每平方公里326人。

## 外部連結
- Official website （页面存档备份，存于） （意大利文）